# راسيل (موسيقي)
راسيل (بالإنجليزية: Russ)‏ هو موسيقي أمريكي، ولد في 29 أكتوبر 1992 في نيوجيرسي في الولايات المتحدة.

## روابط خارجية
- راسيل على موقع ميوزك برينز (الإنجليزية)
- راسيل على موقع أول ميوزيك (الإنجليزية)
- راسيل على موقع ديسكوغز (الإنجليزية)
- راسيل على موقع ديسكوغز (الإنجليزية)